# Tervalammi
Tervalammi är en sjö i Haparanda kommun i Norrbotten och ingår i Keräsjokis huvudavrinningsområde. Sjön har en area på 0,0738 kvadratkilometer och ligger 22,9 meter över havet.

## Delavrinningsområde
Tervalammi ingår i det delavrinningsområde (733125-187027) som SMHI kallar för Mynnar i Keräsjoki. Medelhöjden är 28 meter över havet och ytan är 17,84 kvadratkilometer. Räknas de 2 avrinningsområdena uppströms in blir den ackumulerade arean 36,82 kvadratkilometer. Väärtioja som avvattnar avrinningsområdet har biflödesordning 2, vilket innebär att vattnet flödar genom totalt 2 vattendrag innan det når havet efter 4,6 kilometer. Avrinningsområdet består mestadels av skog (74 procent) och sankmarker (19 procent). Avrinningsområdet har 0,07 kvadratkilometer vattenytor vilket ger det en sjöprocent på 0,4 procent.